# FAMIFED
 (octobre 2016).
Si vous disposez d'ouvrages ou d'articles de référence ou si vous connaissez des sites web de qualité traitant du thème abordé ici, merci de compléter l'article en donnant les références utiles à sa vérifiabilité et en les liant à la section « Notes et références ».
FAMIFED est l'agence fédérale belge pour les allocations familiales. 
Elle a vu le jour dans le cadre de la sixième réforme de l’État qui a instauré le transfert de la compétence des allocations familiales de l'État fédéral aux Communautés Communauté flamande et germanophone, à la Région wallonne et à la Commission communautaire commune (COCOM) pour la Région de Bruxelles-Capitale.
FAMIFED est une institution qui gère les allocations familiales pour toutes les familles belges. FAMIFED est une institution publique mais il existe également des caisses d'allocations familiales privées. Néanmoins, FAMIFED gère l'ensemble du système.

## Histoire
En Belgique, c'est l'initiative privée de quelques industriels qui encourageait la retenue sur le salaire des ouvriers d’une certaine somme à redistribuer aux ouvriers pères de familles nombreuses, c'est-à-dire d’au moins quatre enfants. Très vite et à mesure que l'initiative a pris de l'ampleur, ces patrons ont décidé de confier la redistribution de ces montants à une caisse .

### La sixième réforme de l’État
La sixième réforme de l’État concerne surtout le transfert de compétences de l’État fédéral vers les Communautés et Régions (les entités fédérées). Ce transfert touche une longue liste de matières, parmi lesquelles les allocations familiales.
C'est ainsi que le 1er juillet 2014, l'Office national d’allocations familiales pour travailleurs salariés (ONAFTS) est devenu FAMIFED, l’Agence fédérale pour les allocations familiales. L'Agence travaille désormais pour le compte des quatre entités fédérées.

## Présentation
Outre le siège de Bruxelles, dix bureaux provinciaux (Anvers, Bruges, Gand, Brabant wallon et Brabant flamand, Charleroi, Eupen, Hasselt, Libramont, Liège et Namur) sont répartis sur le territoire belge. 
FAMIFED est une institution publique mais il existe également des caisses d'allocations familiales privées. Néanmoins, FAMIFED a un double rôle : d'une part comme caisse d'allocations mais aussi comme gestionnaire de l'ensemble du circuit de paiement. En 2014, le circuit est passé de 45 à 14 acteurs de paiement.